# Бабинцево
Бабинцево — посёлок в Грачёвском районе Оренбургской области в составе Подлесного сельсовета.

## География
Находится на расстоянии примерно 31 километр по прямой на север-северо-запад от районного центра села Грачёвка.

## История
Основан поселок в 1900 году. Назван по фамилии помещика. В 1910 году владельцем поместья стал некто Грумбландт. В 1928 году 37 дворов и 196 жителей.

## Население
Население составляло 149 человек (38 % русские, 59 % турки) по переписи 2002 года, 41 по переписи 2010 года.